# Стентор
Сте́нтор (дав.-гр. Στεντωρ) — у давньогрецькій міфології — грецький воїн, учасник Троянської війни.
За походженням був аркадянин чи фракієць. Сила голосу Стентора дорівнювала силі голосів п'ятдесяти воїнів; загинув, змагаючись у силі голосу з Гермесом. Один з персонажів «Іліади» Гомера. Вислів «стенторів голос» означає «дзвінкий і дужий голос».